# Coahuayana
Coahuayana è una municipalità dello stato di Michoacán, nel Messico centrale, il cui capoluogo è la località di Coahuayana de Hidalgo.
La municipalità conta 14.136 abitanti (2010) e ha un'estensione di 365,84 km².
Il nome della località significa in lingua nahuatl luogo dove gli alberi abbondano vicino all'acqua.